# Густав Тегель
Густав Тегель (нім. Gustav Tögel, 24 жовтня 1907 — лютий 1981) — австрійський футболіст, що грав на позиції нападника. Виступав, зокрема, за клуби «Флорідсдорфер», «Ферст Вієнна» і Янг Фелловз, а також національну збірну Австрії.
У складі «Вієнни» володар Кубка Мітропи 1931, дворазовий чемпіон Австрії і володар Кубка Австрії. У складі Янг Фелловз володар Кубка Швейцарії.

## Клубна кар'єра
Розпочинав футбольну кар'єру в клубі «Гершгофер». У 1928 році перейшов до вищолігового «Флорідсдорфера».
У складі «Ферст Вієнни» виступав з 1930 по 1935 рік. Володар Кубка Мітропи 1931, дворазовий чемпіон Австрії і дворазовий володар Кубка Австрії.
В 1935—1937 роках виступав у складі клубу «Янг Фелловз Цюрих» у вищому дивізіоні чемпіонату Швейцарії. Грав за клуб у найкращому сезоні в його історії 1935-36. «Янг Фелловз» став другим у чемпіонаті, а також виграв Кубок Швейцарії. У півфіналі Тегель забив два голи у ворота «Янг Бойза» (4:1), забив гол і у фіналі проти «Серветта» (2:0).
Влітку 1936 року брав участь в Кубку Мітропи. Швейцарські клуби вперше отримали запрошення виступити в турнірі, розпочинали свій шлях в кваліфікаційному раунді і всі четверо представників не змогли пройти далі. «Янг Фелловз» зустрічався з угорським клубом «Фебуш» і без шансів двічі програв 0:3 і 2:6 (Густав забив один з голів). В сезоні 1936-37 став бронзовим призером чемпіонату Швейцарії. Влітку 1937 року «Янг Фелловз» знову брав участь у Кубку Мітропи. В 1/8 фіналу жереб звів швейцарців з колишнім клубом Тегеля - «Вієнною». У віденському матчі Густав не грав, а його клуб програв з рахунком 1:2. В матчі-відповіді Тегель долучився до несподіваної перемоги «Янг Фелловз» з рахунком 1:0. В додатковому матчі нападник знову не грав, а його клуб програв 0:2 і вилетів з турніру.
Сезон 1937-38 провів у французькому клубі «Нансі» в Лізі 2. Після цього повернувся на один рік у «Янг Фелловз Цюрих».
Також є згадка про один матч Тегеля у вищому дивізіоні чемпіонату Австрії за «Остбан-XI» у чемпіонаті 1945/46.

## Виступи за збірну
1931 року зіграв свій єдиний офіційний матч у складі національної збірної Австрії у поєдинку проти збірної Угорщини (0:0).
Також грав у складі збірної Відня. Враховуючи те, що всі найсильніші австрійські футболісти виступали у віденських клубах, збірна Відня була фактично тією ж збірною Австрії, тільки з більш розширеним списком гравців. І тренував команду той самий наставник — знаменитий Гуго Майсль.

## Статистика виступів

### Статистика клубних виступів
| Клуб                      | Сезон                     | Ліга                      | Ліга  | Ліга | Кубок Австрії | Кубок Австрії | Кубок Австрії | Кубок Мітропи | Кубок Мітропи | Кубок Мітропи | Інше   | Інше  | Інше | Всього | Всього |
| Клуб                      | Сезон                     | Турнір                    | Матчі | Голи | Турнір        | Матчі         | Голи          | Турнір        | Матчі         | Голи          | Турнір | Матчі | Голи | Матчі  | Голи   |
| ------------------------- | ------------------------- | ------------------------- | ----- | ---- | ------------- | ------------- | ------------- | ------------- | ------------- | ------------- | ------ | ----- | ---- | ------ | ------ |
| Флорідсдорфер             | 1927/28                   | Д-1                       | 7     | 2    | КА            | 2             | 3             | КМ            | -             | -             | -      | -     | -    | 9      | 5      |
| Флорідсдорфер             | 1928/29                   | Д-1                       | 22    | 10   | КА            | 2             | 6             | КМ            | -             | -             | -      | -     | -    | 24     | 16     |
| Флорідсдорфер             | 1928/29                   | Д-1                       | 9     | 2    | КА            | 0             | 0             | -             | -             | -             | -      | -     | -    | 9      | 2      |
| Всього у «Флорідсдорфері» | Всього у «Флорідсдорфері» | Всього у «Флорідсдорфері» | 38    | 14   | -             | 4             | 9             | -             | —             | —             | -      | —     | —    | 42     | 23     |
| Ферст Вієнна              | 1929/30                   | Д-1                       | 8     | 12   | КА            | 3             | 1             | КМ            | -             | -             | КН     | 4     | 3    | 15     | 16     |
| Ферст Вієнна              | 1930/31                   | Д-1                       | 15    | 13   | КА            | 6             | 6             | КМ            | 2             | 1             | -      | -     | -    | 23     | 20     |
| Ферст Вієнна              | 1931/32                   | Д-1                       | 21    | 8    | КА            | 2             | 2             | КМ            | 6             | 2             | -      | -     | -    | 29     | 12     |
| Ферст Вієнна              | 1932/33                   | Д-1                       | 17    | 15   | КА            | 3             | 3             | КМ            | 4             | 1             | -      | -     | -    | 24     | 19     |
| Ферст Вієнна              | 1933/34                   | Д-1                       | 16    | 9    | КА            | 1             | 3             | КМ            | 1             | 0             | -      | -     | -    | 18     | 12     |
| Ферст Вієнна              | 1934/35                   | Д-1                       | 8     | 2    | КА            | 0             | 0             | КМ            | 0             | 0             | -      | -     | -    | 8      | 2      |
| Всього у «Вієнні»         | Всього у «Вієнні»         | Всього у «Вієнні»         | 85    | 59   | -             | 15            | 15            | -             | 13            | 4             | -      | 4     | 3    | 117    | 81     |
| Янг Фелловз               | 1935/36                   | НЛ                        | 29    | 9    | КШ            | 2+            | 3+            | КМ            | 2             | 1             | -      | -     | -    | 33+    | 13+    |
| Янг Фелловз               | 1936/37                   | НЛ                        | 21    | 6    | КШ            | ?             | ?             | КМ            | 1             | 0             | -      | -     | -    | 22+    | 6+     |
| Нансі                     | 1937/38                   | Л-2                       | ?     | ?    | КФ            | ?             | ?             | -             | -             | -             | -      | -     | -    | ?      | ?      |
| Янг Фелловз               | 1938/39                   | НЛ                        | 15    | 1    | КШ            | ?             | ?             | -             | -             | -             | -      | -     | -    | 15+    | 1+     |
| Всього у «Янг Фелловз»    | Всього у «Янг Фелловз»    | Всього у «Янг Фелловз»    | 65    | 16   | -             | 2+            | 3+            | -             | 3             | 1             | -      | —     | —    | 68+    | 19+    |

### Статистика виступів у кубку Мітропи
| №                      | Розіграш               | Стадія                 | Дата та місце проведення | Команда 1              | Рахунок | Команда 2         | Голи та інші дії |
| ---------------------- | ---------------------- | ---------------------- | ------------------------ | ---------------------- | ------- | ----------------- | ---------------- |
| 1                      | 1930                   | 1/4                    | 12.07.1930, Прага        | Спарта (Прага)         | 2:1     | Ферст Вієнна      |                  |
| 2                      | 1930                   | 1/4                    | 19.07.1930, Відень       | Ферст Вієнна           | 2:3     | Спарта (Прага)    | 71'              |
| 3                      | 1931                   | 1/4                    | 27.06.1931, Відень       | Ферст Вієнна           | 3:0     | Бочкаї (Дебрецен) |                  |
| 4                      | 1931                   | 1/4                    | 5.07.1931, Будапешт      | Бочкаї (Дебрецен)      | 0:4     | Ферст Вієнна      | 20'              |
| 5                      | 1931                   | 1/2                    | 20.09.1931, Рим          | Рома (Рим)             | 2:3     | Ферст Вієнна      |                  |
| 6                      | 1931                   | 1/2                    | 24.09.1931, Відень       | Ферст Вієнна           | 3:1     | Рома (Рим)        |                  |
| 7                      | 1931                   | фінал                  | 8.11.1931, Цюрих         | Ферст Вієнна           | 3:2     | ВАК               | 30'              |
| 8                      | 1931                   | фінал                  | 12.11.1931, Відень       | ВАК                    | 1:2     | Ферст Вієнна      |                  |
| 9                      | 1932                   | 1/4                    | 25.06.1932, Відень       | Ферст Вієнна           | 5:3     | Уйпешт (Будапешт) | 83'              |
| 10                     | 1932                   | 1/4                    | 29.06.1932, Будапешт     | Уйпешт (Будапешт)      | 1:1     | Ферст Вієнна      |                  |
| 11                     | 1932                   | 1/2                    | 10.07.1932, Болонья      | Болонья                | 2:0     | Ферст Вієнна      |                  |
| 12                     | 1932                   | 1/2                    | 17.07.1932, Відень       | Ферст Вієнна           | 1:0     | Болонья           |                  |
| 13                     | 1933                   | 1/4                    | 26.06.1933, Відень       | Ферст Вієнна           | 1:0     | Амброзіана-Інтер  |                  |
| Всього у «Вієнні»      | Всього у «Вієнні»      | Всього у «Вієнні»      | Всього у «Вієнні»        | Всього у «Вієнні»      | 13      |                   | 4                |
| 14                     | 1936                   | кв.                    | 07.06.1936, Цюрих        | Янг Фелловз            | 0:3     | Фебуш             |                  |
| 15                     | 1936                   | кв.                    | 14.06.1936, Будапешт     | Фебуш                  | 6:2     | Янг Фелловз       | 75'              |
| 16                     | 1937                   | 1/8                    | 27.06.1937 Цюрих         | Янг Фелловз            | 1:0     | Ферст Вієнна      |                  |
| Всього в «Янг Фелловз» | Всього в «Янг Фелловз» | Всього в «Янг Фелловз» | Всього в «Янг Фелловз»   | Всього в «Янг Фелловз» | 3       |                   | 1                |
| Всього в Кубку Мітропи | Всього в Кубку Мітропи | Всього в Кубку Мітропи | Всього в Кубку Мітропи   | Всього в Кубку Мітропи | 16      |                   | 5                |

## Титули і досягнення
- Володар Кубка Мітропи (1):

«Вієнна» (Відень): 1931
- Чемпіон Австрії (2):

«Вієнна» (Відень): 1931, 1933
- Срібний призер чемпіонату Австрії (1):

«Вієнна» (Відень): 1932
- Бронзовий призер чемпіонату Австрії (2):

«Вієнна» (Відень): 1930, 1935
- Володар Кубка Австрії (1):

«Вієнна» (Відень): 1930
- Третє місце Кубка Націй (1):

«Вієнна» (Відень): 1930
- Володар Кубка Швейцарії (1):

«Янг Фелловз»: 1936
- Переможець Кубка Центральної Європи (1):

Австрія: 1931–1932